# Stazione di Segovia-Guiomar
La stazione di Segovia-Guiomar (in spagnolo Estación de Segovia-Guiomar) è un'importante stazione ferroviaria di Segovia, Spagna.